# Emelie Smirnoff
Emelie Smirnoff, född 6 juli 2000 är en finländsk fotbollsspelare som har spelat för Finlands ungdomslandslag och för AIK.
Hon har bland annat representerat Vasa IFK, Qbik (Karlstad, Sverige) och AIK som ungdom. Emelie Smirnoff seniordebuterade som fjortonåring för Vasa IFK i FM-ligan 2015. Emelie Smirnoff spelade för Finland i två U19-landskamper mot Tjeckien, den 2 och 4 september 2018. Hon har därmed representerat Finland i samtliga ungdomslandslagsklasser upp till U19. 
Hon har en fil. kand inom Human Resource Management och arbetar idag inom banking och AI vid NOBA Bank. Emelie är bosatt i Stockholm. Idag spelar hon i division 1-klubben Karlbergs BK.